# 帶鱧
帶鱧為輻鰭魚綱鱸形目鱧科的其中一種，分布於亞洲泰國至印尼的淡水流域，本魚頭部與軀幹有從尾鰭的吻尖到中央延續的2條顯著的斑紋，背鰭軟條37-41枚，臀鰭軟條25-30枚，體長可達40公分，棲息在植被生長、水流動緩慢的溪流、湖泊、水庫，屬肉食性，以魚類、甲類等為食，可作為食用魚。

## 擴展閱讀
維基物種上的相關：帶鱧